# 全興寺
全興寺（せんこうじ）は、大阪市平野区にある高野山真言宗の寺院。平野薬師とも呼ばれる。
境内には多種多様な施設がある。地獄の様子を写した「地獄堂」や仏の世界を表現した「ほとけのくに」、町ぐるみ博物館の一つである「小さな駄菓子屋さん博物館」や子供の遊び場として利用される「おも路地」など。それゆえに「大阪のおもろい寺」、「寺のディズニーランド」とも称されている。
「平野の町づくりを考える会」の事務局があり、平野町ぐるみ博物館を含め様々な町おこし活動を行っている。

## 歴史
飛鳥時代、聖徳太子が当時野原だったこの地域に仏堂を建て、薬師如来像を安置したのが起源とされる。寺の名前の由来は不明であるが、この一帯が杭全荘と呼ばれたことから、「杭全を興す寺」から全興寺になったという説がある。薬師堂の建立後、周りに人が住み始め、町を形成していった。これが後の平野郷となる（「平野」という名前は平安初期、この地の領主だった坂上田村麻呂の子の坂上広野（坂上広野麿）の「ひろの」が転化して「ひらの」になったと言われている）。
中世には藤原氏の荘園となり、応仁の乱以降は戦乱に巻き込まれないようにと豪商らが環濠を築き上げ、堺と並ぶ環濠都市として栄えた。大坂冬の陣では徳川秀忠の軍勢が河内路より平野に入り、全興寺の隣にある野堂町会所を本陣にしたと伝えられている。大坂夏の陣により町は戦火に飲まれたが、すぐに再建。大阪大空襲の被害も逃れ、今日もこの一帯は江戸時代からの古い町並みが残っている。全興寺の本堂は天正4年（1576年）に建造され、大坂夏の陣で一部を焼失。1661年に再建されたもので、大阪府内でも有数の古い木造建築となっている。

## 平野の町づくりを考える会
住職の川口良仁（かわぐち りょうにん）は1947年生まれ。父の後を継いで全興寺の住職となる。1980年南海平野線の廃線に伴う平野停留場の駅舎保存運動を契機に町の有志と「平野の町づくりを考える会」を発足。保存がかなわず、解体された時は駅舎の告別式を行った。その後、運動を通じて歴史や文化を生かした町づくりの必要性を認識し、会の継続を決定。勉強会の開催や地元を回って博物館の依頼を行い、1993年、平野町ぐるみ博物館を計7館で開館。この町ぐるみ博物館は商家・社寺問わず個人で展開。住民が館主となり、訪問者との触れ合いを通じて地域の再発見や地域への愛着を深めることを目的としている。町ぐるみ博物館は常設館と年1回開かれる特別展示館に分けられ、それぞれの家や店に伝わるものや個人的な収集品を無料で公開している。1999年7月には特別企画として3日連続で100館をオープンさせた。全興寺では町ぐるみ博物館の常設館として、小さな駄菓子屋さんの博物館と平野の音博物館がある他、年1回の博物館として、洋菓子屋さん博物館、針金生き物博物館Ⅱ、チンチン電車館、昔あそび博物館などを開いてきた。
会では町ぐるみ博物館の他に、平野連歌や平野酒の再興、写真集「おもろいで平野」の出版、昔の子供の遊び唄を子供たちに伝える「大阪遊び唄伝承プロジェクト」、大みそかに平野弁で歌う「第九」など、様々な取り組みを行っている。
会員は30代から70代までの約30人。川口住職が事務局担当を務める。活動の理念は「おもしろいことをいいかげんにやる」。本業を持ちながら長く続けるために、自分たちが興味を持って取り組めるテーマを厳選し、持続可能なエネルギー配分で取り組めるよう心がけている。

## 境内の施設

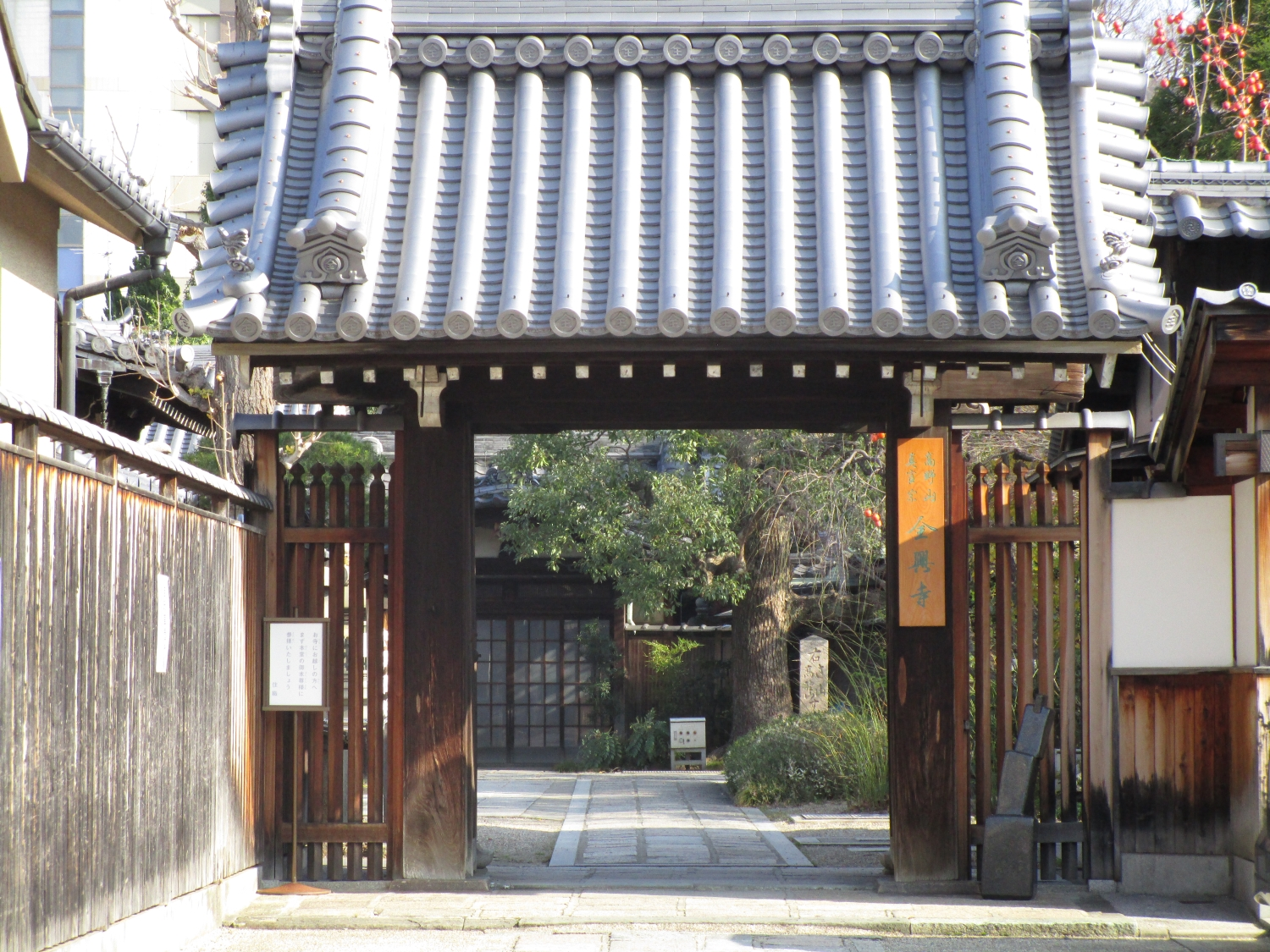
全興寺西門（入って右が地獄堂、斜め左が本堂）

### 本堂
1576年建造。本尊の薬師如来が安置されている。薬師如来は秘仏のため、1月8日と中秋の十五夜にのみ開帳される。また本堂には樋尻口地蔵堂の地蔵首も祭られている。大阪夏の陣で、真田信繁（幸村）が地蔵堂に地雷を仕掛け、徳川家康の爆殺を図ったが、地雷が爆発した時、家康はたまたま催して席を外していたため、辛くも難を逃れたという伝説がある（平野の地雷火）。この地雷により、地蔵の首が約300メートル離れた同寺に飛んだとされる。地蔵首の開帳は24日。

### 地獄堂
西門に入って右手に地獄堂がある。入り口の壁面には「地獄度・極楽度チェック」というコーナーが設けられており、10問の2択の質問に答え、その結果によって地獄行きか極楽行きかの判定がなされる。
堂の中は薄暗く、閻魔大王や2メートル以上ある鬼の像が置かれており、閻魔大王の前にあるドラを叩くと、大王がしゃべり出し、地獄の様子がビデオで映し出される仕組みとなっている。その恐ろしさに途中で泣いて逃げ出す子も多いが、最後は閻魔大王が「こんな所に行かぬよう、悪いことをせず、自分の命を大切に」と諭すという。
地獄堂の設立は1989年。当時は中高生のいじめや自殺が大きな社会問題となっており、住職の川口良仁は何とか出来ないかと考えていた。そんな中、近所の高齢の女性から「昔、親に「悪い事をしたら地獄へ落ちる」と怖い顔で何度も言われ、そのせいで年を取っても悪い事をする気になれなくなった」という話を聞き、それをヒントに江戸時代からあった古い堂を改装し、名前を「地獄堂」と改めた。当初は人が入ると自動ドアで扉が締め切られる仕様だったが、あまりの恐怖に叫び出したり、非常ベルを押したりする人が続出したため、ドアを開けっぱなしにしている。閻魔大王が「命を大切に」と言っているのは、子供の自殺が頻発していた頃であった為だという。
地獄堂を出た所には中に首を突っ込むと地獄の窯の音が聞こえるという穴の開いた石がある。

### ほとけのくに
境内の地下には「ほとけのくに」という多数の石仏に囲まれた空間がある。四国八十八箇所霊場から採取した砂を納めた手すりがある階段を下りた所にあり、床には密教の曼荼羅がデザインされたステンドグラスがあり、そこに座って瞑想をすることが出来る。
中では水琴窟の音が聞こえ、周囲には真言宗の開祖である弘法大師像や四国八十八箇所の札所の本尊など約160体の石仏が置かれている。参拝者は曼荼羅の上で瞑想したり、石仏を熱心に拝んだり、おのおのの形で祈りを捧げている。

### 小さな駄菓子屋さんの博物館
平野町ぐるみ博物館の常設館の一つ。1993年に寺の蔵を改修してオープンした。川口住職が小さい頃駄菓子屋で集めた数百点のコレクションを展示している。展示物は駄菓子の外箱や包装紙、ブリキのポンポン船やメンコ、ビー玉、ベーゴマ、日光写真、リリアンなどで、昭和20、30年代に駄菓子屋にあったものが多数並べられてある。土・日・祝日開館。
入り口には旧式のパチンコ台が設置されてある。玉を自分で入れてはじく仕様のもので、実際に遊ぶことが出来る。

### 平野の音博物館
町ぐるみ博物館の一つで、古い電話機が1台置かれているのみの博物館。だんじり祭りの音や廃線になった路面電車の音、定食屋の音や昔話など、平野にまつわる様々な音を受話器を通じて聴くことが出来る。平成12年（2000年）度に大阪サウンド探訪21事業が選定する「大阪の音風景」の活力音環境に認定された。
音博物館は全興寺以外にも大念仏寺等、数箇所に設置されている。

### おも路地
西門の門前の「門前茶屋 おもろ庵」と建物を共有する所にある、地域住民が世代を超えて交流することを目的に作られた空間。寺の町家を改修して作られた。平日はみちくさ学校という平日の空いた時間に学べる講座を、土日にはあそび縁日という昔の遊びを体験できる催し物を開催している。
2階は集会所となっており、入り口には廃線となった南海平野線の「平野駅」の看板が掛かっている。集会所の押し入れには実際に電車で使われてきた部品で復元された運転席がある。

### その他の施設
境内にはその他、ネパールから贈られた1回まわすと経を1巻読むのと同じ功徳がもらえるというマニ車や、涅槃仏の姿をガラスの立体作品で抽象的に表現した涅槃堂、三十三カ所の観音を祀る西国三十三カ所石仏などがある。

## あそび縁日

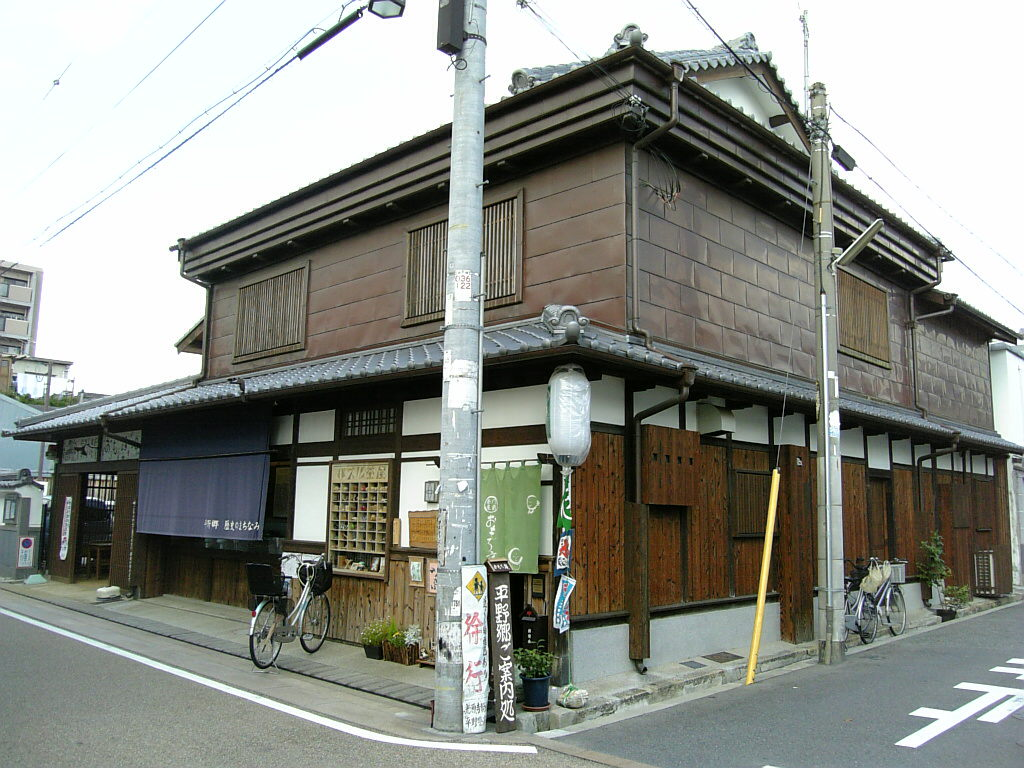
おもろ庵とおも路地（左奥）

全興寺では毎週土日、「あそび縁日」と銘打って、おも路地を子供の遊び場として開放している。ここではベーゴマやメンコ、手毬、ビー玉など、昔流行った遊びを実際に遊ぶことが出来る。これらの遊びは1人で遊ぶことが出来ないため、普段テレビゲームなど1人で遊ぶことに慣れてしまった子供たちが遊びを通じてコミュニケーションを学ぶ場としても利用されている。
縁日の日には駄菓子屋を兼ねた遊び場である「だがし屋広場」もオープンしている。

### バイゴマ（ベーゴマ）の練習会
毎月第2日曜日にあそび縁日で開かれるバイゴマ（ベーゴマ）の練習会。ベーゴマは元々平安時代に京都で始まり、バイ貝を使ったことから「バイゴマ」と呼ばれ、関東に伝わった際に「ベーゴマ」と呼ばれるようになった。2000年以降、ベイブレードの人気で、全国各地でベーゴマのクラブが作られ、大会が開かれるようになったが、大阪ではほとんど無かったため、2002年夏に同寺でバイゴマの大会を開催、10月には大会の参加者を中心に「大阪バイゴマくらぶ」を発足させた。
練習会は誰でも参加可能。年に1回大会が開かれている。ここではベーゴマのことを元の呼び名である「バイゴマ」と呼び、バイ貝を模った鉄製の本格的なコマを使用する。コマは寺で販売している。

### 紙芝居
あそび縁日では毎月第4日曜日に2回、紙芝居も開かれている。始まる時は拍子木を打ち鳴らして知らせる。ジャンルは怪物ものやヒーロー物など様々で、昭和20年代に子供に人気だった街頭紙芝居を再現している。
レギュラーの紙芝居師は4人で、川口住職も紙芝居師として参加している。

## アクセス
- 平野駅 (JR西日本) 南口より徒歩約12分
- 平野駅 (Osaka Metro) 4番出口より徒歩約12分
- 大阪シティバス 平野東2丁目バス停より徒歩約3分